# Igor Arkadjewitsch Saizew
Igor Arkadjewitsch Saizew (russisch Игорь Аркадьевич Зайцев, wiss. Transliteration Igor' Arkadevič Zajcev; * 27. Mai 1938 in Ramenskoje) ist ein russischer Schachmeister.
Saizew gewann 1969 die Meisterschaft von Moskau, wurde ein Jahr später Internationaler Meister und bekam 1976 von der FIDE den Titel eines Großmeisters verliehen. Er war Trainer des Ex-Weltmeisters Anatoli Karpow, den er bei dessen WM-Kampf 1985 gegen Garri Kasparow zusammen mit Efim Geller auch als Sekundant betreute. Seine Elo-Zahl beträgt 2361 (Stand: Juli 2016), seine höchste Elo-Zahl von 2520 erreichte er im Juli 1971.
2011 wurde er zum Cheftrainer des Zentralen Schachklubs in Moskau ernannt.

## Beiträge zur Eröffnungstheorie
Saizew war während seiner aktiven Laufbahn ein führender Eröffnungstheoretiker. Nach ihm sind eine Reihe von Eröffnungen benannt. In der Spanischen Partie 1. e2–e4 e7–e5 2. Sg1–f3 Sb8–c6 3. Lf1–b5 wird in der geschlossenen Verteidigung 3. … a7–a6 4. Lb5–a4 Sg8–f6 5. 0–0 Lf8–e7 6. Tf1–e1 b7–b5 7. La4–b3 d7–d6 8. c2–c3 0–0 9. h2–h3 der Zug 9. … Lc8–b7 als Flohr-Saizew-Variante (ECO-Code C92) bezeichnet.
In der offenen Verteidigung der Spanischen Partie 3. … a7–a6 4. Lb5–a4 Sg8–f6 5. 0–0 Sf6xe4 (C80) entdeckte Saizew nach 6. d2–d4 b7–b5 7. La4–b3 d7–d5 8. d4xe5 Lc8–e6 9. Sb1–d2 Se4–c5 10. c2–c3 d5–d4 das Springeropfer 11. Sf3–g5. Mit diesem Zug konnte Karpow bei der Schachweltmeisterschaft 1978 Viktor Kortschnoi überraschen, und auch Kasparow bei der Schachweltmeisterschaft 1995 gegen Viswanathan Anand gewinnen.
Gegen das Wolga-Benkö-Gambit 1. d2–d4 Sg8–f6 2. c2–c4 c7–c5 3. d4–d5 b7–b5 ist nach 4. c4xb5 a7–a6 der Zug 5. Sb1–c3 (A57) nach Saizew benannt. Im Jahre 1974 erprobte Saizew im Turnier von Solnak diese Idee erstmals gegen den Erfinder des Gambits Pál Benkő, musste die Partie allerdings nach 26 Zügen aufgeben.

## Werke
- Attacking the Strongpoint: The Philosophy of Chess (2020, ISBN 9781949859133).